# Conurbação Teixeira-Matureia
A Conurbação Teixeira-Maturéia é resultante do processo de junção do município de Teixeira com Maturéia dentro da Região Metropolitana de Patos.
De acordo com a estimativa 2018 do IBGE, Teixeira tem uma população de 15.072 habitantes, enquanto Condado tem 6.506 habitantes. Os municípios juntos totalizam uma população de 21.578 habitantes.